# 費滂
費滂（1506年—1541年），字子雨，號澹山，浙江嘉兴府嘉兴县民籍，海鹽縣（一說海寧縣）人，明朝政治人物。

## 生平
嘉靖七年（1528年）戊子科浙江鄉試第十六名舉人。嘉靖二十年（1541年）中式辛丑科會試第三十六名，登第二甲第五十四名進士。嚴嵩門生，及第之年英年早逝，享年三十六岁。

## 墓葬
費滂墓道牌坊曾位于海甯東關厢54號，材料爲石灰石，樣式爲三间四柱冲天，中央嵌有“明進士澹山費公墓道”石匾，2009年2月公佈爲海甯市级文物，有较髙文物价值。

## 家族
曾祖費文毅；祖父費慎；父費欽，母周氏。慈侍下。